# 京極高琢
京極 高琢（きょうごく たかてる）は、江戸時代後期の大名。讃岐国多度津藩の第5代藩主。多度津藩京極家5代。

## 略歴
第4代藩主・京極高賢の長男として誕生。
天保4年（1833年）3月8日、父の隠居により跡を継ぐ。藩政では防波堤を築き、瀬戸内海に良港を築くなど、手腕を見せた。安政6年（1859年）3月11日、家督を養嗣子の高典に譲って隠居し、慶応3年（1867年）3月22日に57歳で死去した。